# Hotpants

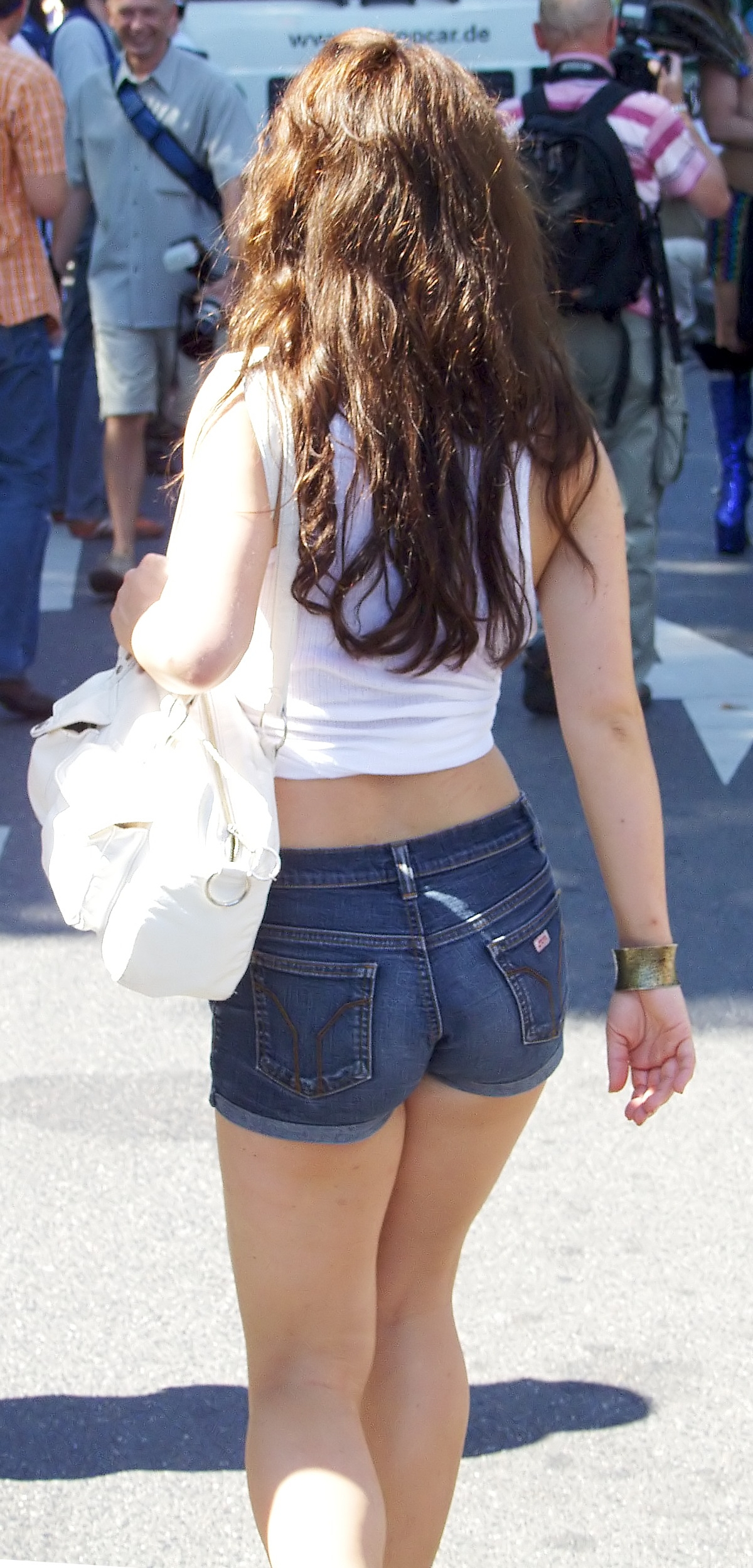
Een vrouw met denim hotpants

Hotpants zijn zeer korte, nauw aansluitende en soms ietwat opgesneden broeken voor vrouwen die gedragen worden als bovenkleding. Ze verschillen van de short, die meestal iets langer is en ruimer zit. De naam hotpants wordt vaak ten onrechte gebruikt voor boyshorts en vergelijkbare bepaalde modellen sport- en bikinibroekjes. Het modeverschijnsel van de hotpants kwam op in de jaren zestig en was erg populair tot in de vroege jaren zeventig.

## Geschiedenis
De mode tijdens de jaren zestig van de 20e eeuw had een progressief karakter waarbij de rok steeds korter werd en uiteindelijk leidde tot de minirok. Een modetrend die vele reacties opriep, maar dat het allemaal nóg korter kon, maakte de hotpants duidelijk. Deze werd, net als de minirok, ontworpen en gepropageerd door de Engelse modeontwerpster Mary Quant. Het in 1970 geïntroduceerde superkorte en -strakke kledingstuk werd een grote rage in 1971. De stof die ervoor gebruikt werd was zeer divers; geheel in de trend van die tijd (flowerpower) werden bijvoorbeeld fluweel en brokaat gebruikt. De hotpants uit die beginperiode zouden nu eerder als een normale short betiteld worden. Vaak droeg men er een lange tot middellange rok over met diepe split waaronder de hotpants zichtbaar was. 
In de wintertijd werd de hotpants vaak gedragen met beenwarmers. Op straat werd het een algemeen verschijnsel en het was daarom niet vreemd dat felle reacties het gevolg waren. In de kranten verschenen berichten dat in sommige Amerikaanse plaatsen en gelegenheden een verbod bestond op het dragen van hotpants, terwijl op bepaalde Nederlandse scholen meisjes ervoor naar huis werden gestuurd. De zangeres van de destijds populaire groep Middle of the Road, Sally Carr, trad vrijwel uitsluitend op in hotpants gecombineerd met hoge laarzen en zij werd daarmee hét voorbeeld van deze mode voor de jongeren. Het bepaalde haar imago en zij bleef het kledingstuk jarenlang trouw.
Na het verdwijnen van de minimode vanaf 1972 verdwenen de hotpants in snel tempo uit het modebeeld.
Begin jaren tachtig werd de populaire serie Dukes of Hazzard uitgezonden met daarin de actrice Catherine Bach als Daisy Duke. In nagenoeg iedere aflevering droeg zij hotpants; sindsdien staat een "Daisy Duke" synoniem voor een zeer kort afgeknipte spijkerbroek.
Hoewel de mode vanaf het midden van de jaren negentig veel bloot liet zien met korte topjes en diep uitgesneden decolletés is een echte heropleving uitgebleven. Het dragen van hotpants legt sterk de nadruk op het figuur zodat niet iedereen zich er gemakkelijk in voelt. Bovendien zal het voor de meesten té gewaagd zijn en kiest men daarom in plaats van de echte hotpants bijna altijd voor de wat ruimere short.

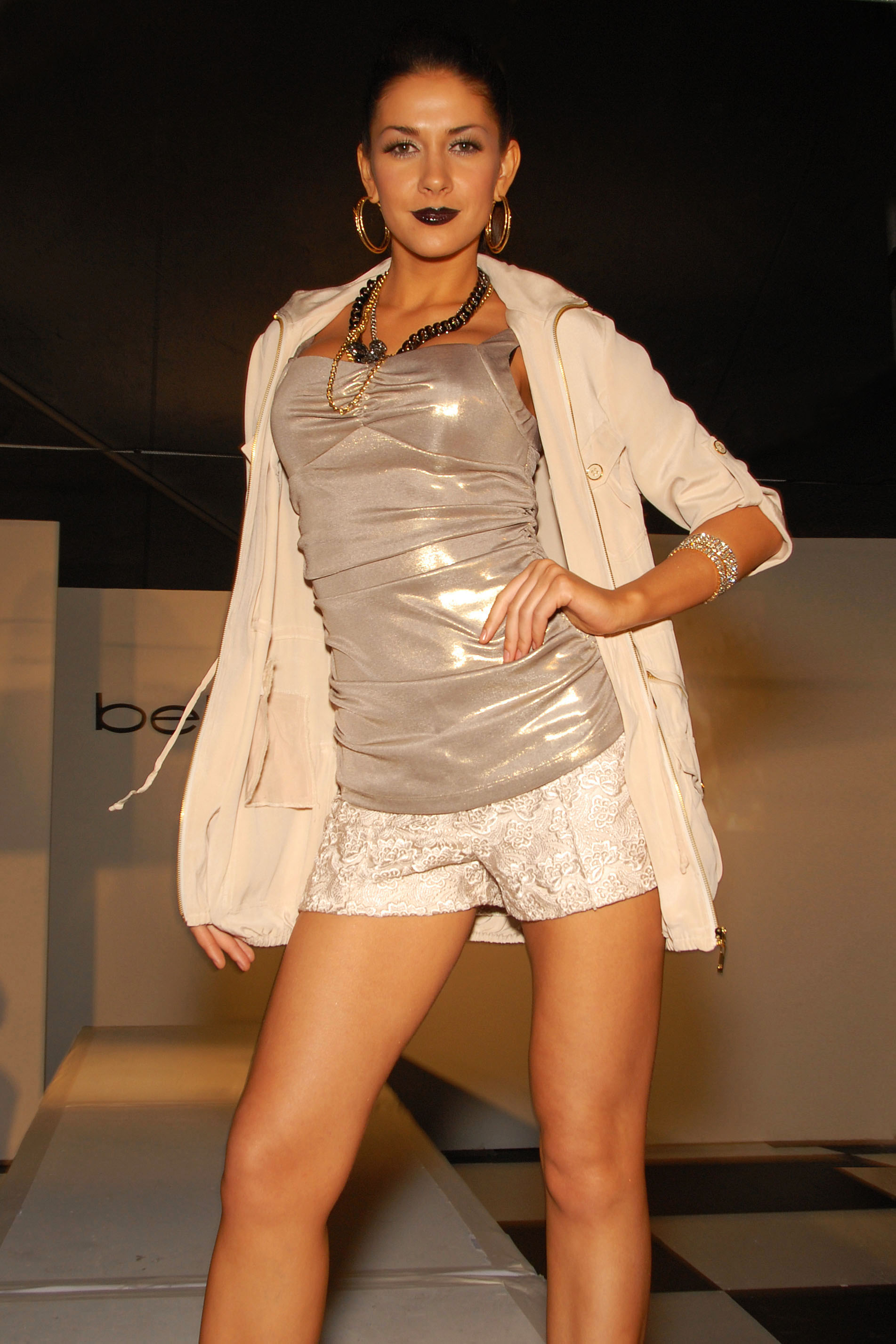
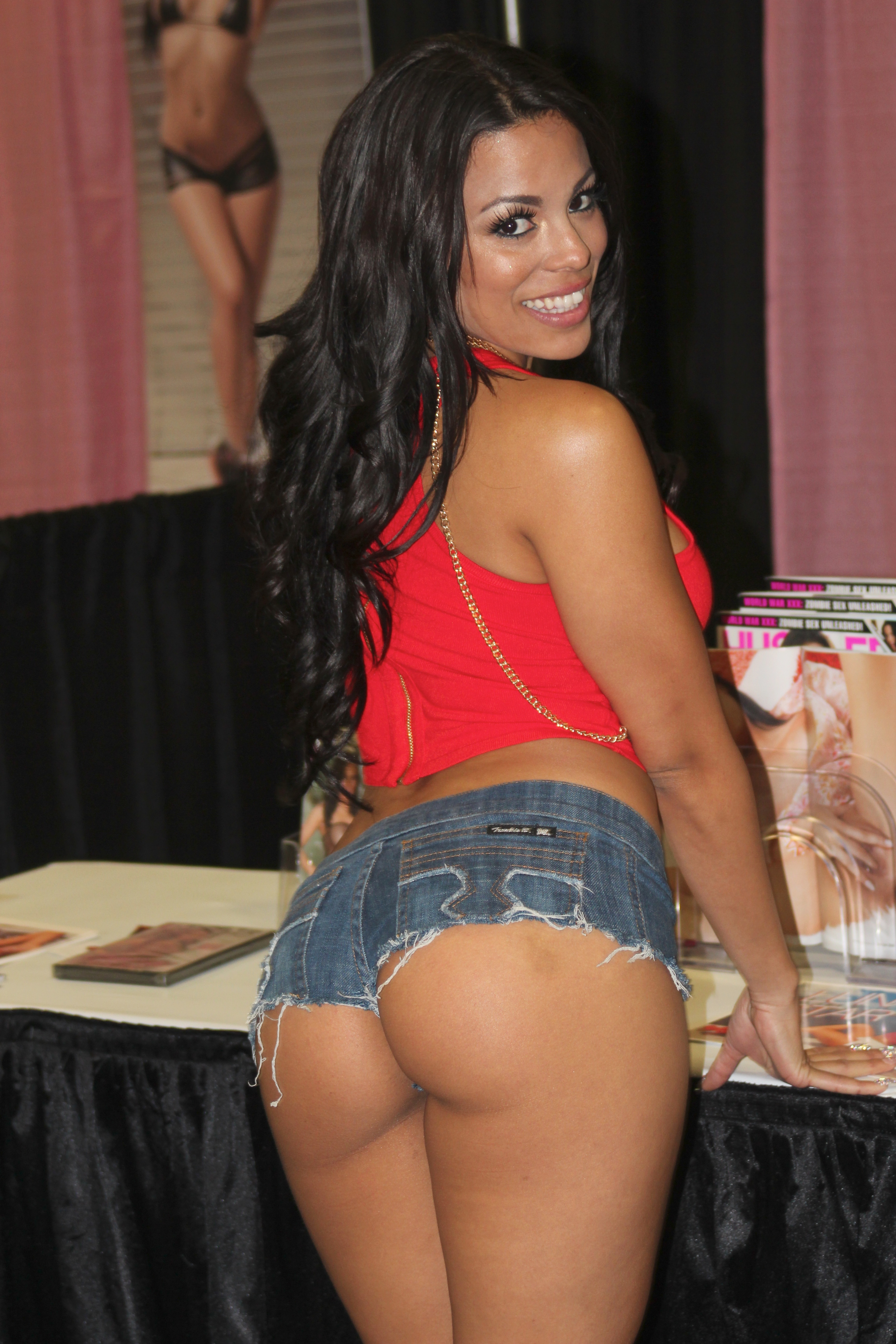